# Перший заступник Голови Верховної Ради України
Пе́рший засту́пник Голови́ Верхо́вної Ра́ди Украї́ни — це народний депутат України, який заступає Голову Верховної Ради України в разі його відсутності та виконує обов'язки Голови Верховної Ради України в разі його звільнення з посади (за особистою заявою, у зв'язку з порушенням Регламенту Верховної Ради України або в разі розпаду коаліції). Рішення про обрання Першого заступника Голови Верховної Ради України приймаються відкритим поіменним голосуванням більшістю народних депутатів від конституційного складу Верховної Ради й оформляються відповідною постановою.
Повноваження Першого заступника Голови Верховної Ради України:
(Стаття 80, пункт 2 Регламенту Верховної Ради України).
Чинним Першим заступником Голови Верховної Ради України з 19 жовтня 2021 року є Олександр Корнієнко.

## Перші заступники голів Верховної Ради України
1. Іван Плющ (24 серпня 1991 — 5 грудня 1991)
2. Василь Дурдинець (29 січня 1992 — 10 травня 1994)
3. Олександр Ткаченко (25 травня 1994 — 14 квітня 1998)
4. Адам Мартинюк (9 липня 1998 — 21 січня 2000)
5. Віктор Медведчук (1 лютого 2000 — 13 грудня 2001)
6. Геннадій Васильєв (28 травня 2002 — 18 листопада 2003)
7. Адам Мартинюк (18 листопада 2003 — 4 квітня 2006; 11 липня 2006 — 20 вересня 2007)
8. Олександр Лавринович (2 вересня 2008 — 11 березня 2010)
9. Адам Мартинюк (11 травня 2010 — 12 грудня 2012)
10. Ігор Калєтнік (13 грудня 2012 — 22 лютого 2014)
11. Андрій Парубій (4 грудня 2014 — 14 квітня 2016)
12. Ірина Геращенко (14 квітня 2016 — 29 серпня 2019)
13. Руслан Стефанчук (29 серпня 2019 — 7 жовтня 2021)
14. Олександр Корнієнко (з 19 жовтня 2021)